# 地球特派員
是一部2025年美國電腦動畫科幻冒險片，由皮克斯動畫工作室和華特迪士尼影業共同製作，華特迪士尼工作室電影發行。該片由瑪德琳·夏拉菲安、石之予及阿德里安·莫利納共同執導（夏拉菲安的導演處女作），尤納斯·基布里布、柔伊·莎達娜、賈米拉·賈米爾和布拉德·加雷特配音。故事講述11歲的男孩艾立歐與地球以外的外星族群展開接觸的奇異經歷。
該電影的敘事由莫利納構思，故事主題圍繞童年與社交孤立，靈感來自他在軍事基地成長及後來入讀加州藝術學院的經歷。該片最初於2022年9月宣布，由莫利納擔任導演。莫利納後來離開該項目，轉而製作《可可夜總會2》，2024年8月，宣布由夏拉菲安與石之予接替成為主要導演。製作團隊設計了一個名為「College Project」的流程，以打造宇宙背景設定「Communiverse」的視覺風格。該片使用虛擬變形鏡頭拍攝，並採用皮克斯最新的Luna照明工具組，快速確定燈光與整體美術風格。配樂由羅伯·西蒙森作曲。
《地球特派員》於2025年6月10日在洛杉磯好萊塢埃爾卡皮坦劇院首映，由華特迪士尼工作室電影排定2025年6月20日於美國上映。該片獲得影評人好評，票房收入超過1.3億美元。

## 剧情
影片围绕着一个痴迷太空的小男孩艾利欧·索利斯展开。在他的父母去世后，他由姑姑兼法定监护人欧嘉·索利斯少校抚养。他们的关系十分紧张：艾利欧感到孤独和被误解，渴望逃离地球；而欧嘉则因抚养一个叛逆的孩子，放弃了自己成为宇航员的梦想而感到挣扎。
艾利欧利用自己的业余无线电台（Ham Radio）设备，成功拦截到一个来自太空的神秘信号。在一个深感被排斥的夜晚，他潜入欧嘉工作的军事基地，使用更强大的通讯设备回复了该信号，并谎称自己是“地球的领导者”。他的信息被一个名为“寰宇社区”（Communiverse）的泛银河高级物种联盟接收，他们随即前来并将他传送到他们的总部。
在寰宇社区，艾利欧享受着前所未有的接纳，但他必须维持自己是地球领袖的谎言。此时，寰宇社区正面临着来自好战军阀格里贡的威胁，格里贡因其暴力倾向而被拒绝加入联盟。为了证明自己的价值并保住自己在社区中的位置，艾利欧自告奋勇地前去与格里贡谈判。
谈判失败后，艾利欧被囚禁。在牢房中，他结识了格里贡的儿子格劳登，一个心地善良的孩子，他并不想继承父亲的好战衣钵。两人策划了一个用克隆体代替格劳登的计划，试图欺骗格里贡，但计划最终失败，艾利欧的真实身份——一个普通的孩子——也因此败露。被激怒的格里贡随即武力占领了寰宇社区。
在混乱中，格劳登意外启动了一艘飞船，带着自己、艾利欧和前来寻找他的欧嘉一同返回了地球。然而，地球寒冷的环境对格劳登是致命的，他很快便生命垂危。为了拯救格劳登，他们必须驾驶飞船返回寰宇社区，但他们的航线被一片危险的太空碎片区所阻挡。
在紧要关头，欧嘉无法独自导航，艾利欧利用自己的无线电台向全球的业余无线电爱好者发出了求救信号。来自世界各地的无线电爱好者们（包括之前与艾利欧有过节的布莱斯）接力为欧嘉提供导航数据，成功引导飞船安全穿越了碎片区。这次全球协作的经历让艾利欧深刻地意识到，他在地球上并不孤单。
他们及时返回寰宇社区，拯救了格劳登。目睹了这一切的格里贡被儿子的勇敢和父子之情所打动，最终选择与儿子和解并撤回了他的军队。为了表彰艾利欧带来的和平，寰宇社区正式邀请他担任地球大使。然而，艾利欧在经历了这一切后，意识到自己真正的归属是在地球，与姑姑欧嘉在一起。他婉拒了邀请，但承诺未来会回来。
影片结尾，艾利欧和欧嘉的关系得到了修复，他们回到了地球上的家。艾利欧通过他的无线电台，继续与远在太空的朋友格劳登保持着联系。

## 配音員
| 配音              | 配音   | 配音   | 配音     | 角色                                   | 角色                                         |
| 美國              | 台灣   | 香港   | 中國大陸 | 名稱                                   | 附註                                         |
| ----------------- | ------ | ------ | -------- | -------------------------------------- | -------------------------------------------- |
| 尤納斯·基布里布   | 邱德朗 | 黃梓賢 | 杨梓廷   | 艾立歐（Elio Solis）                   | 被外星人誤認為地球大使的11歲男孩             |
| 柔伊·莎達娜       | 吳佳樺 | 麥紫筠 | 周帥     | 歐嘉·索利斯（Olga Solis）              | 艾立歐的姑姐                                 |
| 瑞蜜·艾格莉       | 李易澍 | 陳明諄 | 裴子诚   | 登登（Glordon）                        | 艾立歐的外星夥伴                             |
| 布拉德·加雷特     | 陳幼文 | 陳旭培 | 王凯     | 怪鋼（Grigon）                         | 體型龐大且擁有四隻腳的外星大使候選人         |
| 賈米拉·賈米爾     | 曾允凡 | 麥曉盈 | 张琦     | 奎斯塔（Questa）                       | 代表剛母星球、外型類似眼鏡蛇和蝠鱝的外星大使 |
| 布蘭登·穆恩       | 胡鎮璽 | 劉達斌 | 樊登     | 海立士（Helix）                        | 代表佛羅星的外星大使                         |
| 迪倫·吉爾默       | 蔣鐵城 | 楊柏   | 许辰腾   | 布萊斯（Bryce）                        | 與艾立歐同樣對外星人著迷的男孩               |
| 傑克·蓋特曼       | 賴緯   | 譚百熹 | 赵伟杰   | 凱萊布（Caleb）                        | 布萊斯的朋友，後來成為霸凌艾立歐的同儕       |
| 馬提亞斯·史維克福 | 馬伯強 | 袁德基 | 张喆     | 特格曼（Tegmen）                       | 外星大使                                     |
| 安娜·德·拉·雷古拉 |        | 麥曉盈 | 吴迪     | 圖賴斯（Turais）                       | 外星大使                                     |
| 岡塚敦子          |        | 劉惠雲 | 何佳易   | 納奧斯（Naos）                         | 外星大使                                     |
| 雪莉·韓德森       | 陳貞伃 | 李詩婷 | 孙羽婷   | 兀兀（Ooooo）                          | 藍色膠狀液體的超級電腦                       |
| 布蘭登·杭特       |        | 袁德基 | 张欣     | 岡瑟·梅爾馬克（Gunther Melmac）        | 空軍分析師及陰謀論者                         |
| 渡邊直美          |        | 劉惠雲 | 陈睿婕   | 奧瓦（Auva）                           | 外星大使                                     |
| 安妮莎·博雷戈     |        | 李詩婷 | 陈彦亦   | 米拉（Mira）                           | 外星大使                                     |
| 雪爾比·楊         |        | 李詩婷 |          | 外交船（Diplo Ship）                   |                                              |
| 鮑伯·彼得森       |        | 陳啟聰 |          | 宇宙使用手冊（Universal Users Manual） |                                              |
| 凱特·穆格魯       |        | 劉惠雲 |          | 「航行者1號 博物館展區」導賞員的旁白   |                                              |
| 塔瑪拉·圖尼       |        | 袁德基 |          | 馬克韋爾上校（Colonel Markwell）       |                                              |

電影中亦使用已故科學家卡爾·薩根的存檔錄音。

## 製作
2022年9月，華特迪士尼影業在D23博覽會上宣佈皮克斯正在製作一部定名為的電影，由阿德里安·莫利納執導，瑪麗·愛麗絲·德拉姆（Mary Alice Drumm）製片，尤納斯·基布里布（Yonas Kibreab）聲演主角艾立歐；艾美莉卡·弗利拉聲演歐嘉·索利斯，艾立歐的媽媽
這部電影最初由莫利納構思，並未定位為「關於青春疏離的個人成長故事」。在故事開發過程中，莫利納表示其感來自他在軍事基地的度過的年經歷以及後來入讀加州藝術學院的經歷。導演瑪德琳·夏拉菲安描述莫利納的感受時表示：「他覺得自己在那裡找到了同伴，找到了屬於自己的世界」。 經過數年工作後，莫利納認為自己「終究不是適合看到這部片完成的人」，因此退出該項目，轉而製作《可可夜總會2》。
2024年6月，皮克斯首席創意官彼特·達克特透露《青春養成記》的導演石之予目前參與製作《地球特派員》。2024年8月，皮克斯在D23博覽會上正式確認莫利納退出並參與新電影項目的製作，電影改由石之予和瑪德琳·夏拉菲安共同執導。艾美莉卡·弗瑞娜因行程衝突退出，她的角色重寫為艾立歐的姨姨，並由佐伊·索尔达娜配音。
本電影的劇本由茱莉亞·趙、馬克·哈默和麥克·瓊斯撰寫；趙此前合寫《青春養成記》，瓊斯則曾合寫《靈魂急轉彎》與《路卡的夏天》。製作過程中，導演團隊在探討孤獨主題時，曾諮詢多名心理學家，包括前美國外科醫生總監維韋克·穆爾蒂，以此討論兒童的孤獨感與悲傷。

### 動畫、設計與攝影
《地球特派員》是資深製作設計師哈利·傑索普在皮克斯參與的最後一部電影，他與視覺特效主管克勞蒂亞·鐘·薩尼（Claudia Chung Sanii）合作，打造出宇宙背景「Communiverse」的視覺風格。團隊目標是創造一個前所未有的太空形象，呈現半透明、發光的質感，並採用鬆散定義的重力法則，以適應不同外星物種的存在。傑索普將兩人確立視覺風格的創作過程稱為「College Project」。在此過程中使用了虛擬實境以及水槽中的微距攝影，其中一個測試鏡頭是在皮克斯工作室派對中用飲水杯拍攝的，另一個則是將油與水放入盛有亮片和閃粉的玻璃碗中拍攝。
對於劇中的外星人角色設計，團隊研究了微觀植物與動物，以捕捉奇異卻令人信服的氛圍。登登的設計尤其受到幼体昆蟲和緩步動物（如水熊）的啟發。設計該角色時，最大的挑戰在於找到可愛與詭異之間的平衡，並在沒有眼睛的情況下仍能展現豐富表情。動畫監督裘德·布朗比爾（Jude Brownbill）表示，格洛頓截然不同的造型與性格是讓角色成功的關鍵。液態變形超級電腦OOOOO的動態效果給技術團隊帶來特殊挑戰，其流體感是透過2D動畫測試定義，並利用了動畫影集《勝與敗》的臉部骨架綁定與技術。
皮克斯最新的Luna照明工具組使製作團隊能夠同時定義燈光與鏡頭，在製作初期就確立視覺美學。在電腦動畫領域，燈光通常是最後一個視覺階段，與實景拍攝中鏡頭與燈光同步進行的方式不同。導演們與攝影指導德里克·威廉斯（Derek Williams）和喬丹·倫佩爾（Jordan Rempel）合作，創造出靈感源自斯蒂芬·斯皮尔伯格執導科幻電影，如《E.T.外星人》及《第三類接觸》，還有同時期科幻恐怖片電影雷德利·斯科特《異形》與約翰·卡本特《突變第三型》的視覺。這包括陰影、霧氣和光暈，以營造夢幻的氛圍。電影採用變形鏡頭拍攝。夏拉菲安表示，他們使用「真實攝影機，和拍攝實景電影的方法一樣」，並補充說，觀眾或許能看到一些細節，例如「光源周圍會有一圈紅色光環」。

## 音樂
2024年11月，宣布由羅伯·西蒙森為電影譜寫配樂。 這是西蒙森首度為動畫長片創作音樂。西蒙森約在電影上映前兩年半開始參與製作。皮克斯向他分享了故事內容，他對其主題產生強烈共鳴。電影中每個主要場景皆被賦予獨特的音樂風格與聲響特色。
原聲專輯由華特迪士尼唱片發行，於2025年6月20日電影上映當日同步推出。

## 發行
《地球特派員》最初排定2024年3月1日於美國上映，但受到2023年美國編劇協會大罷工影響，延期至2025年6月13日於美國上映，之后再次延期至2025年6月20日於美國上映。

## 票房
截止2025年6月22日，《地球特派員》在美國和加拿大的票房收入為2,100萬美元，其他地區則為1,400萬美元，全球總票房達3,500萬美元。
在美國和加拿大，《地球特派員》與《28年毀滅倒數》同期上映，最初預計在開片週末於3,750家戲院的票房約為3,000萬美元。電影首日票房為900萬美元，其中包括週三及週四的試映場票房3百萬美元，導致預估下修至2,000萬至2,200萬美元。最終電影首週共獲2,100萬美元的首週票房，排名第三，僅次於《馴龍高手》與《28年毀滅倒數》，成為皮克斯歷來最低的開片週末票房紀錄。
《Deadline Hollywood》的安東尼·達萊桑德羅（Anthony D'Alessandro）與《The Hollywood Reporter》的帕梅拉·麥克林托克（Pamela McClintock）將此低開票房歸因於《馴龍高手》及《星際寶貝：史迪奇》）的競爭。達萊桑德羅、麥克林托克及《綜藝》的麗貝卡·魯賓（Rebecca Rubin）也指出，在後嚴重特殊傳染性肺炎疫情時代，皮克斯原創電影在票房上呈現挑戰，但他們認為該片有可能在後續幾週展現持久力，類似皮克斯2023年電影《元素方城市》。

## 評價
根据評論匯總网站爛番茄汇总的218篇评论文章，83%的评论家给予该作正面评价，使之獲得「認證新鮮」標識 在Metacritic上，40位影評人共給予了66分的分數（滿分100分），這部電影獲得了「普遍好評」。
觀眾評價方面，根據CinemaScore調查，該片獲得A級評分（以A+至F計），而PostTrak調查的觀眾則給予83%的整體正面反應，其中有59%表示他們會「絕對推薦」此片。

## 備註
1. 台灣曾譯《艾立歐：第三星公關》。
2. ↑  莫利納於2024年離開該項目。儘管如此，他仍與夏拉菲安和石共同保留名譽導演。
3. ↑  香港曾譯「艾利奧」[9]。
4. ↑  香港曾譯「格羅頓」[9]。
5. ↑  香港曾譯「格里剛」[9]。

## 外部連結
- 互联网电影数据库（IMDb）上《地球特派員》的资料（英文）
- Metacritic上《地球特派員》的資料（英文）
- 爛番茄上《地球特派員》的資料（英文）
- Box Office Mojo上《地球特派員》的資料（英文）
- AllMovie上《地球特派員》的资料（英文）
- 開眼電影網上《地球特派員》的資料（繁體中文）
- 豆瓣电影上《地球特派員》的資料 （简体中文）
- 时光网上《地球特派員》的資料（简体中文）